# اسکار کامنزیند
اسکار کامنزیند (انگلیسی: Oscar Camenzind؛ زادهٔ ۱۲ سپتامبر ۱۹۷۱) دوچرخه‌سوار اهل سوئیس است.
از باشگاه‌هایی که در آن بازی کرده‌است می‌توان به تیم یوای‌ئی امارات و تیم دوچرخه‌سواری ماپی اشاره کرد.
وی در مسابقات کشوری و بین‌المللی در مجموع برندهٔ ۱ مدال طلا شده‌است.